# Christopher Martin-Jenkins
Christopher Dennis Alexander Martin-Jenkins (ur. 20 stycznia 1945 w Oksfordzie, zm. 1 stycznia 2013 w Rudgwicku) – angielski dziennikarz specjalizujący się w tematyce krykieta. W latach 2010–2011 Prezydent MCC. Do stycznia 2012 komentator Test Match Special w BBC Radio.

## Życiorys
W swojej karierze zawodowej pracował jako komentator i analityk krykieta dla The Daily Telegraph, The Times, BBC i The Cricketer. W latach 1998–2008 Prezydent Towarzystwa Krykieta. W 2009 został odznaczony Orderem Imperium Brytyjskiego V klasy (MBE).
Pod koniec stycznia 2012 krótko po powrocie ze Zjednoczonych Emiratów Arabskich zdiagnozowano u niego raka. Zmarł we wczesnych godzinach porannych 1 stycznia 2013.